# Sebastian Liebl
Sebastian Liebl (31 gennaio 1989) è un ex sciatore alpino tedesco.

## Biografia
Slalomista puro attivo in gare FIS dal novembre del 2004, Liebl ha esordito in Coppa Europa il 16 febbraio 2007 a Oberjoch e in Coppa del Mondo il 6 gennaio 2011 a Zagabria Sljeme, in entrambi i casi senza completare la gara. Nel massimo circuito internazionale ha disputato solo un'altra gara, il 23 gennaio 2011 a Kitzbühel senza terminarla, mentre in Coppa Europa ha ottenuto il miglior piazzamento il 21 dicembre 2011 a San Vigilio/Plan de Corones in slalom parallelo (9º) e ha disputato l'ultima gara il 13 febbraio 2012 a Pamporovo (25º). Si è ritirato durante quella stessa stagione 2011-2012 e la sua ultima gara è stata uno slalom speciale FIS disputato il 26 febbraio a Bad Wiessee, non completato da Liebl; non ha preso parte a rassegne olimpiche o iridate.

## Palmarès

### Coppa Europa
- Miglior piazzamento in classifica generale: 106º nel 2011

### Campionati tedeschi
- 1 medaglia:
  - 1 bronzo (slalom speciale nel 2011)